# Zbehovia a pútnici
Zbehovia a pútnici (česky Zběhové a poutníci) je československo-italský povídkový film slovenského režiséra Juraje Jakubiska, který měl premiéru roku 1968. Film podává apokalyptický obraz tří válek ve třech příbězích. Příběh z první světové války vypráví o vojenském zběhovi, který přenáší krutost fronty do zázemí. Druhý příběh vypráví o zákonu, kterým si lidé ospravedlňují své činy. Třetí příběh je vizí života ve světě zničeném atomovou válkou. Díky své „přílišné aktuálnosti“ však zůstal na dvacet let odložen v trezoru. Film je složený ze tří povídek: Zběhové, Dominika, Poutníci. Každá z nich vznikala samostatně. První část Zběhové začal Jakubisko natáčet již během dokončování Kristových let a jako středometrážní film byla tato povídka samostatně uvedená na festivalu v Benátkách. Jako „hold cenzuře“ dal režisér jako první titulek přes celé plátno cenzurní povolovací číslo. „Pro svoji metráž, mohla být uvedena jen mimo soutěž, ale i přesto dostal film cenu poroty.“

## Děj
První část filmu - Zběhové, vznikla na motivy povídky Ladislava Ťažkého Vojenský zběh. Příběh je z období první světové války. Cigán Kalmán se již nemůže dívat na nesmyslné vojnové vraždění a utíká z vojny zpátky domů. Ani zde však nenachází klid. Ve svém nitru je neustále pronásledován hrůzami války, ve vsi po něm jdou četníci. K původně literární postavě Kalmána přidal Jakubisko dalšího zběha – husare Martina, a bílého husare - personifikovanou Smrt, která si nakonec oba zběhy najde. „Jakubisko postavil celý příběh jako lidové divadlo. Sice příšerné, plné krve, ale předci jakoby neskutečné. Exponovaně nalíčení herci hrají jakousi hroznou grotesku, která o to více vyniká na pozadí tiché slovenské vsi.“ Pronásledovaní zběhů se mění v jejich krvavou vzpouru, kde nakonec už nikdo neví rozeznat přátele od nepřítele. Konec se nese v poetickém duchu smíření, kdy mrtví ožívají a veselí se se živými. Jenom Kalmán a Martin zůstávají ležet mrtví ve svatební posteli, která má být místem vzniku nového života. A Smrt putuje dále a hledá své štěstí.
Druhá povídka - Dominika je také dle námětu z románu Ladislava Ťažkého Pivnica plná vlkov. Odehrává se na konci druhé světové války, kdy vesnici vládne sovětský partyzánsky oddíl s podezíravým velitelem, který všechny neznámé lidi považuje za nepřítele. „V mimořádné době na hranici mezi životem a smrtí záleží na libovůli toho, kdo je silnější. A špatná rozhodnutí, porušující všechny normy lidskosti, se dají omluvit jako zásadová obrana těch samých norem. Vždyť pravdu bude mít na konci ten, kdo přežije.“ Po skončení války, kdy se ve vesnici spolu veselí i ti, co si vzájemně ubližovali, přicházejí nacističtí vojáci a všichni se navzájem povraždí. Na konci druhé části však již nikdo neožívá, jenom Smrt. „Točil jsem Dominiku, byl jsem ve třech čtvrtinách filmu, a v podstatě jsem se usmíval nad situacemi druhé světové války, poněvadž to všechno bolo passé – ale najednou jsem se potěšil, jakého mám výborného produkčního a rekvizitáře, jelikož mi na dvůr vtrhly tanky. Ještě jsem si říkal: Kde to všechno vzali, vždyť jich tolik do filmu ani nepotřebujeme! “ Marenčin mu poradil, aby to nechal tak, a v komentáři vysvětlil, co se stalo: V ten den vjelo do Československa ruské vojsko a obsadilo jej. Jakubisko poslechl a ještě k tomu záběru přidal část z černobílého Žurnálu z Kremlu. Tato vsuvka odsoudila film definitivně do trezoru.
Třetí povídku, kterou napsal podle svého námětu Karol Sidon - Poutníci je apokalyptickou vizí světa po třetí světové válce. Z atomového krytu vyjde žena – ošetřovatelka a muž – Smrt. „Třetí část, Poutníci, je hledáním života. Hledá jej dívka, prostřednice života a hledá jej Smrt, protože smrt nemůže žít bez života...“ Chodí po světě, nenacházejí však lidi. Z „měsíční krajiny“ se jim podaří vyjít a ocitnou se v jarní přírodě, najdou lidské obydlí, ale bez lidí. Poslední dva lidé na Zemi připomínají první dva – Adama a Evu, ale tento pozemský ráj je již ztracen. „V poslední části Poutníků se vztah smrti a lásky vrací jako touha uprostřed všeobecné apokalypsy, s reminiscencemi na povídku první. Po 3. světové válce je smrt zbytečná, protože nemá koho zabíjet. Je opuštěná jako Kristus („Bože, co jsi to za Boha, že jsi mě opustil?“) „... Mezi mrtvolami prosí: „ Bože, dej ať opět najdu lidi. Vrať všechno na počátek – ať chodím mezi nimi, ať jsou vzpurní – aby mě nakonec milovali, jako já miluji je“.
Jakubiskův film je spíše koláží zobrazující nesmyslné násilí, které plodí další násilí, kdy člověk člověku je největším nepřítelem. Když jej vnímáme jako celek, není podstatné, zda jde o první nebo druhou světovou válku. Je to zobrazení věčného koloběhu násilí, který může mít jenom jediný konec. Zabíjení se ukončí jenom tehdy, když už nebude koho zabíjet.

## Produkce
- Původní název: Zbehovia a pútnici / Il Disertore e i nomadi
- Scénář: Juraj Jakubisko a Ladislav Ťažký, (Zběhové a Dominika), Karol Sidon (Poutníci)
- Architekt: Ivan Vaníček – Zběhové, Poutníci, Oľga Maiová – Dominika
- Návrhy kostýmů: Helena Anýžová
- Střih: Maximilián Remeň
- Vedoucí výroby: Ladislav Ondreička
- Exteriéry: Prakovce, Smolník, Nálepkovo, Švedlár, Chtelnica, Sobotište, Most, Kuželov, Bratislava – okolie

## Hrají
- Mikulás Ladizinský - Zbehovia - Martin / Dominika - Nikolaj / Pútnici - Martin
- Jana Stehnová - Zbehovia - nevesta / Pútnici - dívka
- Augustín Kubán - Zbehovia - Biely Husár / Dominika - Smrt / Pútnici - Smrt
- Helena Gorovova - Zbehovia - Lila / Pútnici - Lila
- Magda Vásáryová - Dominika - Dominika
- Alexandra Sekulova - Zbehovia - Mara
- Olga Vronská - Dominika - Rusky (as Ol'ga Vronská)
- Samuel Adamcík - Dominika - Perun
- Ferencz Gejza - Zbehovia - Kalmán, Pútnici - almán
- Vasek Kovarik - Crippled Christ
- Frantisek Peto - Zbehovia - mrzák
- Mikulás Cincula - Zbehovia - zjizvený
- Ivan Krivosudsky - Dominika - vykupovac
- Peter Debnar - Zbehovia - zenich / Pútnici - zenich
- Ludovit Reiter - Dominika - Fabo
- Juraj Kukura - Dominika - hrebenár
- Ivan Macho - Dominika - Nosatý
- Gejza Spisák - Zbehovia - zandár
- Frantisek Vilím - Dominika - Michal
- Inka Gogálová - Dominica - Ivka
- Katarina Tekelova
- Ondrej Jariabek - Dominika - hrebenár
- Ján Jakubisko
- Albert Pagac - Zbehovia - Bergman
- Alexander Kautnik - Zbehovia - zandár
- Ján Svec - Zbehovia - zandár
- Emanuel Slachta
- Roman Ondriás - Dominika - malý Milan
- Ladislav Oláh - Dominika - bubeník
- Frantiska Horková - Dominika - Perunová
- Jozef Sikuta - Dominika - starec
- Olga Adamcíková - Pútnici - starena
- Jan Gubala - Dominika - hrebenár
- Jozef Krepela
- Gejza Sedlák

## Přijetí
Jelikož byl film zavřen do trezoru dříve, než mohl být promítnut, nemůžeme mluvit o přijetí domácím publikem nebo kritikou. Jeho kvality však předznamenala již cena poroty v Benátkách, udělena za první povídku Poutníci. Úspěch u italské kritiky dokazuje i recenze Giovanni Grazziniho: „Jakubisko disponuje nenapodobitelnou vizuální magií. Jako v sabbahu malíře, který se vyžívá v barokních a expresionistických lekcích, ve vzorech Felliniho a Paradžanovy provenience, v stylistických modelech, ve kterých naivnosti insitního umění vyvolávají rafinované hračky surrealistů, film je bystřinou akce a světla, ovládaný líbeznými a perverzními odstíny, film, který převrací v úzkostlivé extázi každý racionální smysl.“
Když nakonec v roce 1989 měli film možnost zhlédnout i slovenští diváci, ukázalo se, že navzdory dvacetiletému odstupu neztratil nic ze své aktuálnosti. „Vzpomeňte si na nás, vy mladí: i my jsme zažili to, co vy. Snad ale váš zážitek bude mít lepší konec než tehdy náš film.“

## Ocenění
- 1968 Čestné uznání povídce Zběhové (film uvedený mimo soutěž) - 29. Biennale di Venezia, Benátky, Itálie
- 1969 Igric 1968 za scénář, režii a kameru, Slovensko
  - FITES Trilobit Beroun 1968 za scénář, kameru a režii, Česko
  - Zlatá Siréna za režii filmů Zběhové a poutníci; Vtáčkovia, siroty a blázni a Kristove roky – Přehlídka čs. filmů Sorrento, Itálie
  - Hlavní cena - Ledňáček za režii a kameru spolu s českým filmem Vojtěcha Jasného Všichni dobří rodáci - 2. FINALE Plzeň